# Лазарев, Леонид Павлович
Леонид Павлович Лазарев (1914—1999) — советский учёный.

## Биография
Родился в 1914 году. Умер 9 декабря 1999 года. В 1940 году окончил МММИ имени Баумана, был назначен заместителем декана факультета «Точное приборостроение». С 1941 по 1946 годы декан факультета. С 1946 по 1953 годы заместитель директора МВТУ по научной работе.. С 1959 по 1964 годы работал ректором МВТУ имени Баумана. С 1957 по 1988 год Леонид Павлович заведовал кафедрой «Оптико-электронные устройства» (в настоящее время кафедра РЛ-2 «Лазерные и оптико-электронные системы»),С 1988 по 1999 год работал главным научным сотрудником в НИИ «Радиоэлектроники и лазерной техники» и был советником ректората.

## Научные интересы
- Создание лазеров.

## Сочинения
- Лазарев Л. П._ Инфракрасные и световые приборы самонаведения и наведения летательных аппаратов.
- Лазарев Л.П… Контроль геометрических и оптических параметров волокон.
- Оптико-электронные приборы наведения [Текст] : [учебник для втузов] / Л. П. Лазарев. — 5-е изд., перераб. и доп. — Москва : Машиностроение, 1989. — 509 с. : ил. ; 21. — Библиогр.: с. 500. — Предм. указ.: с. 501—505. — ISBN 5-217-00362-6 : Б. ц.

## Награды
- Государственная премия СССР за серийный выпуск электронной оптико-зондирующей системы в 1986 году Леониду Павловичу была присуждена Государственная премия СССР.
- Заслуженный деятель науки и техники РСФСР.